# Lee Jun-ki
Đây là một tên người Triều Tiên, họ là Lee.
Lee Jun-Ki (tiếng Hàn Quốc: 이준기; sinh ngày 25 tháng 4 năm 1982) là một cầu thủ bóng đá từ Hàn Quốc. Hiện tại anh thi đấu cho Phuket City ở Thai League 3.

## Danh hiệu

### Câu lạc bộ
Jeonnam Dragons
- Cúp Quốc gia Hàn Quốc Vô địch (2): 2006, 2007